# Feldalpenhorn
Feldalpenhorn är ett berg i Österrike.   Det ligger i distriktet Kitzbühel och förbundslandet Tyrolen, i den centrala delen av landet, 300 km väster om huvudstaden Wien. Toppen på Feldalpenhorn är 1 869 meter över havet.
Terrängen runt Feldalpenhorn är kuperad åt nordväst, men åt sydost är den bergig. Närmaste större samhälle är Hopfgarten im Brixental, 9,7 km nordost om Feldalpenhorn. 
I omgivningarna runt Feldalpenhorn växer i huvudsak blandskog. Runt Feldalpenhorn är det ganska tätbefolkat, med 52 invånare per kvadratkilometer.